# E44 (Германия)
Siemens E44 — пассажирский электровоз, выпускавшийся в Германии компанией Siemens-Schuckertwerke AG в 1932-1955 годах (с перерывами).
В Германии работал на однофазном переменном токе пониженной частоты 15 кВ, 16⅔ Гц.

## История
После окончания Второй мировой войны несколько электровозов модели E44 по репарациям поступили из Германии в Советский Союз.
Электровозы были переделаны с европейской колеи на русскую колею.
Эксплуатировать электровоз на переменном токе промышленной частоты (50 Герц) было невозможно, так как его коллекторные электродвигатели питались от вторичной обмотки трансформатора напрямую, без выпрямителя, а при питании переменным током частотой 50 Герц существенно ухудшалась коммутация (коммутация была приемлемой при питании переменным током 16⅔ Герц).
Так как в СССР переменный ток пониженной частоты никогда не использовался, планировалось строительство специальной электростанции и электрифицированной железнодорожной линии. Затем от этого плана отказались и по предложению инженера Ракова было принято решение переделать E44 в электровоз постоянного тока на напряжение 1500 В.
Дело в том, что тяговые электродвигатели электровоза E44 были рассчитаны на низкое напряжение 375 В, единственно возможным недорогим способом переделки электровоза для эксплуатации в СССР было включение всех четырёх двигателей последовательно с реостатным пуском. Перегруппировка двигателей была невозможна.
В СССР в довоенные годы, наряду с электрификацией напряжением 3 кВ, некоторые участки были электрифицированы на постоянном токе 1,5 кВ, например, Москва — Александров, Минеральные Воды — Кисловодск.
В 1949 году один электровоз (известен также как «Электровоз номер 47») был переделан и эксплуатировался на железных дорогах СССР, а остальные машины передали в ГДР на Deutsche Reichsbahn.
Эксплуатация электровоза постоянного тока только с последовательным соединением (без последовательно-параллельного и параллельного соединения) тяговых двигателей неэкономична, велики потери на нагрев реостатов, поскольку безреостатная позиция только одна.
К концу 1950-х гг. все участки, электрифицированные на напряжение 1,5 кВ были переведены на 3 кВ, в 1958 году трофейный электровоз остался без работы и был исключён из инвентарного парка МПС СССР.

## Технические данные
- Масса: 76,4 т
- Нагрузка на ось 19,1 т